# Науен
Науен (нім. Nauen) — місто в Німеччині, розташоване в землі Бранденбург. Входить до складу району Гафельланд.
Площа — 266,78 км2. Населення становить 18 540 ос. (станом на 31 грудня 2020).

## Історія
Вперше Науен згадується як Nowen в 1186 році в акті єпископа Бранденбурзького Бальдерама (раніше першу згадку відносили до 981 року).

## Демографія
- Динаміка населення з 1875 року в сучасних кордонах (Синя лінія: населення; Пунктир: відносна порівняльна динаміка населення землі Бранденбург; Сірий фон: період Третього рейху; Помаранчевий фон: період НДР)
- Динаміка населення (синя лінія) і прогнози

| Рік  | Населення |
| ---- | --------- |
| 1875 | 13 072    |
| 1890 | 14 330    |
| 1910 | 15 534    |
| 1925 | 18 154    |
| 1939 | 19 448    |
| 1950 | 24 208    |
| 1964 | 20 320    |

| Рік  | Населення |
| ---- | --------- |
| 1971 | 19 688    |
| 1981 | 18 422    |
| 1985 | 18 109    |
| 1990 | 17 140    |
| 1995 | 16 329    |
| 2000 | 16 695    |
| 2005 | 16 649    |

| Рік  | Населення |
| ---- | --------- |
| 2010 | 16 684    |
| 2015 | 16 943    |
| 2016 | 17 436    |
| 2017 | 17 686    |
| 2018 | 17 967    |
| 2019 | 18 182    |
| 2020 | 18 540    |

Джерела даних вказані на Wikimedia Commons.

## Галерея

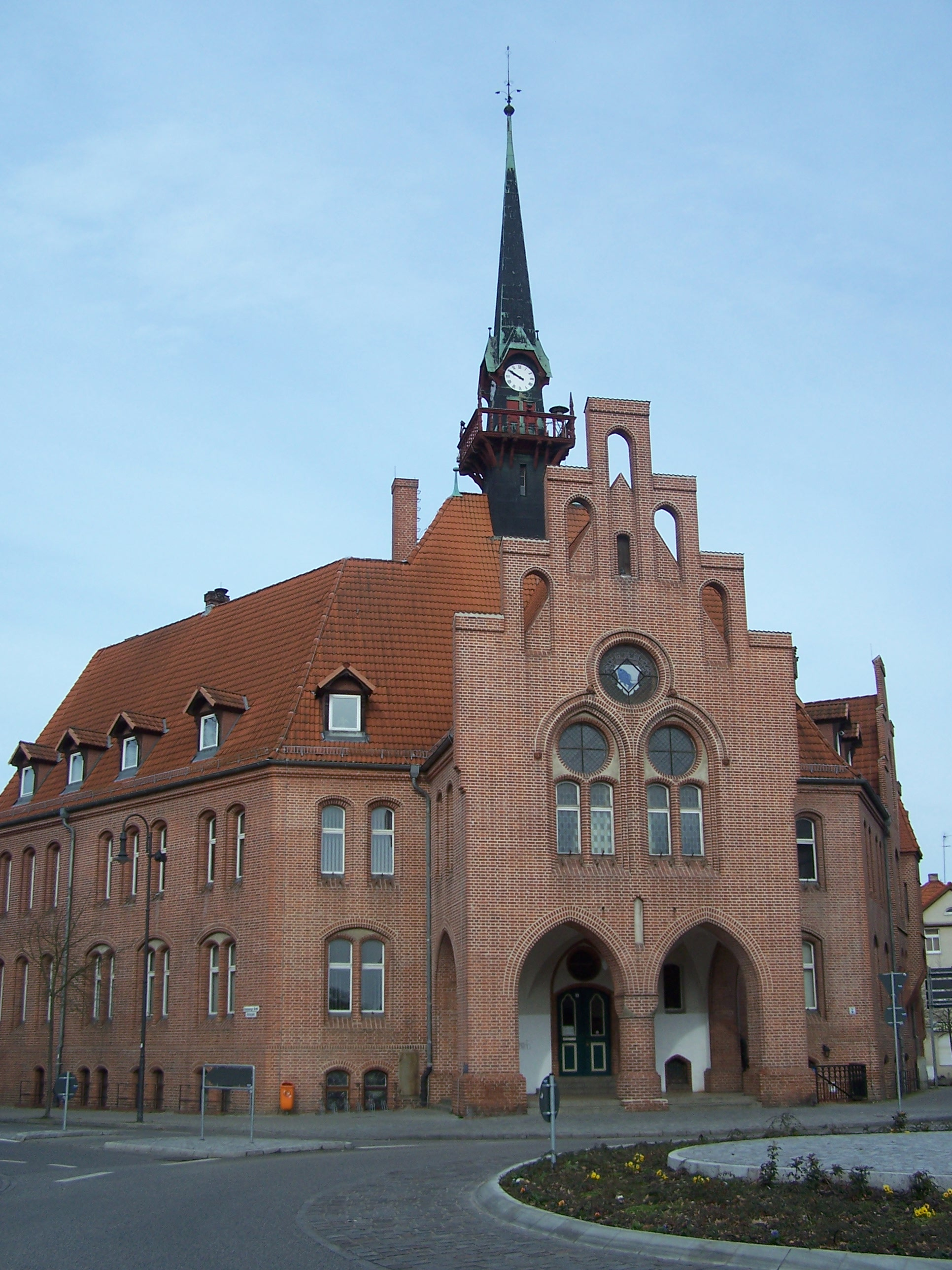
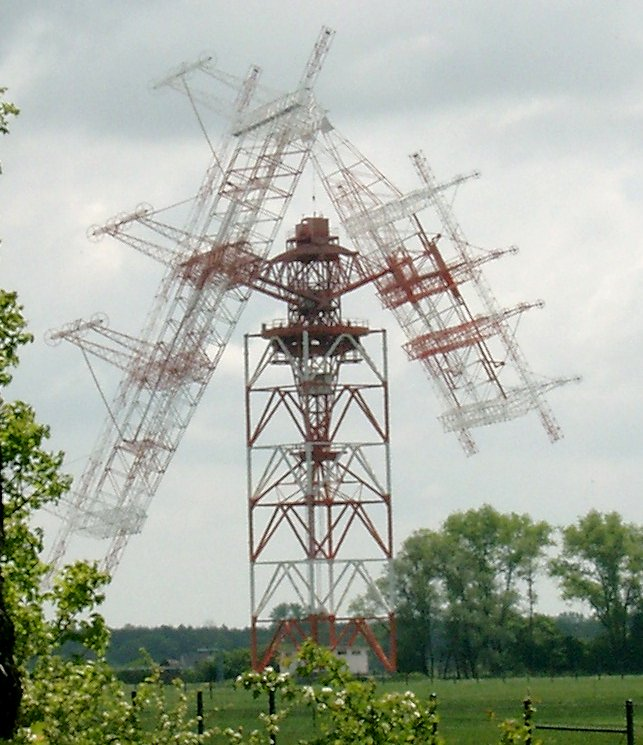
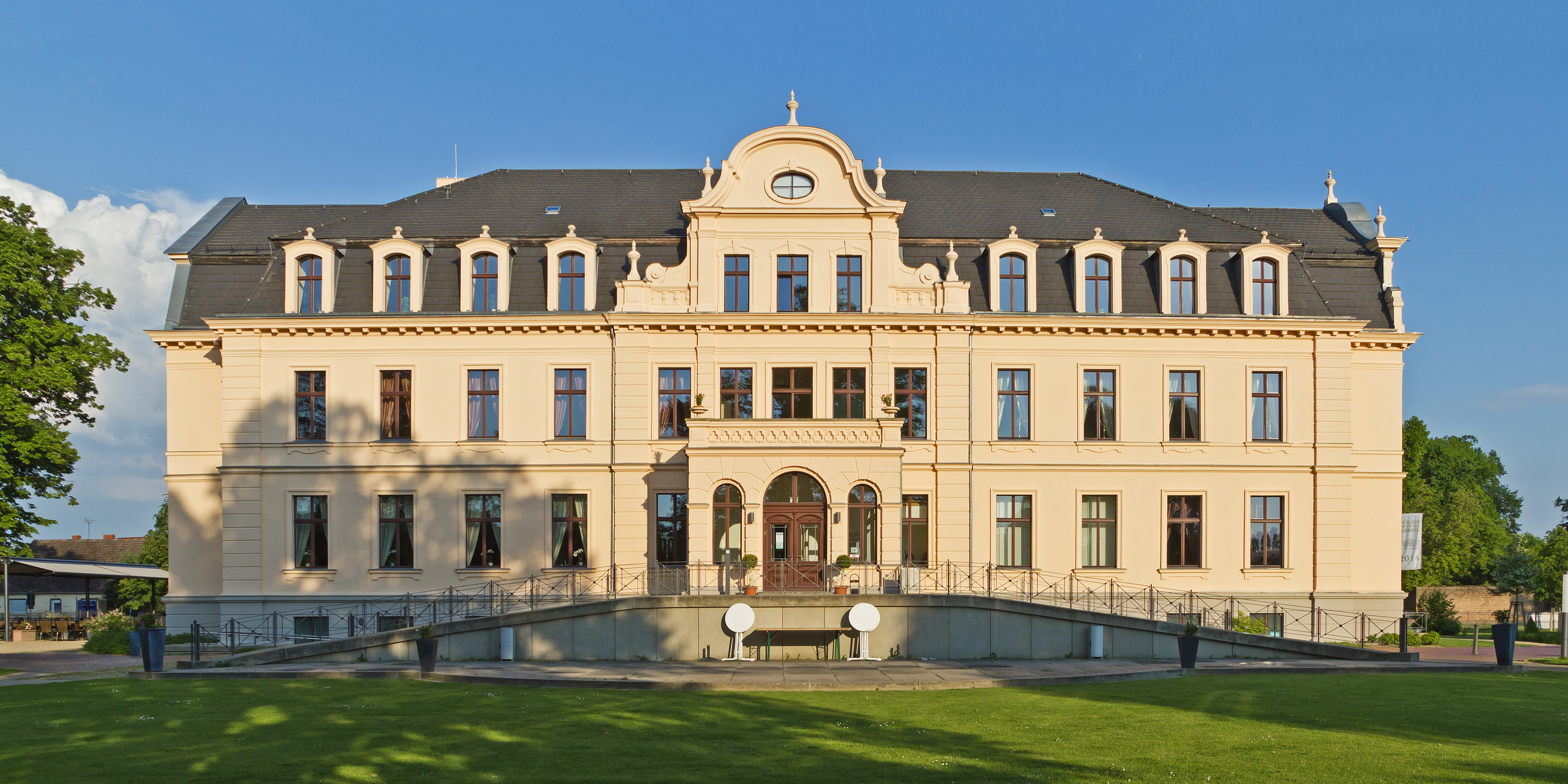
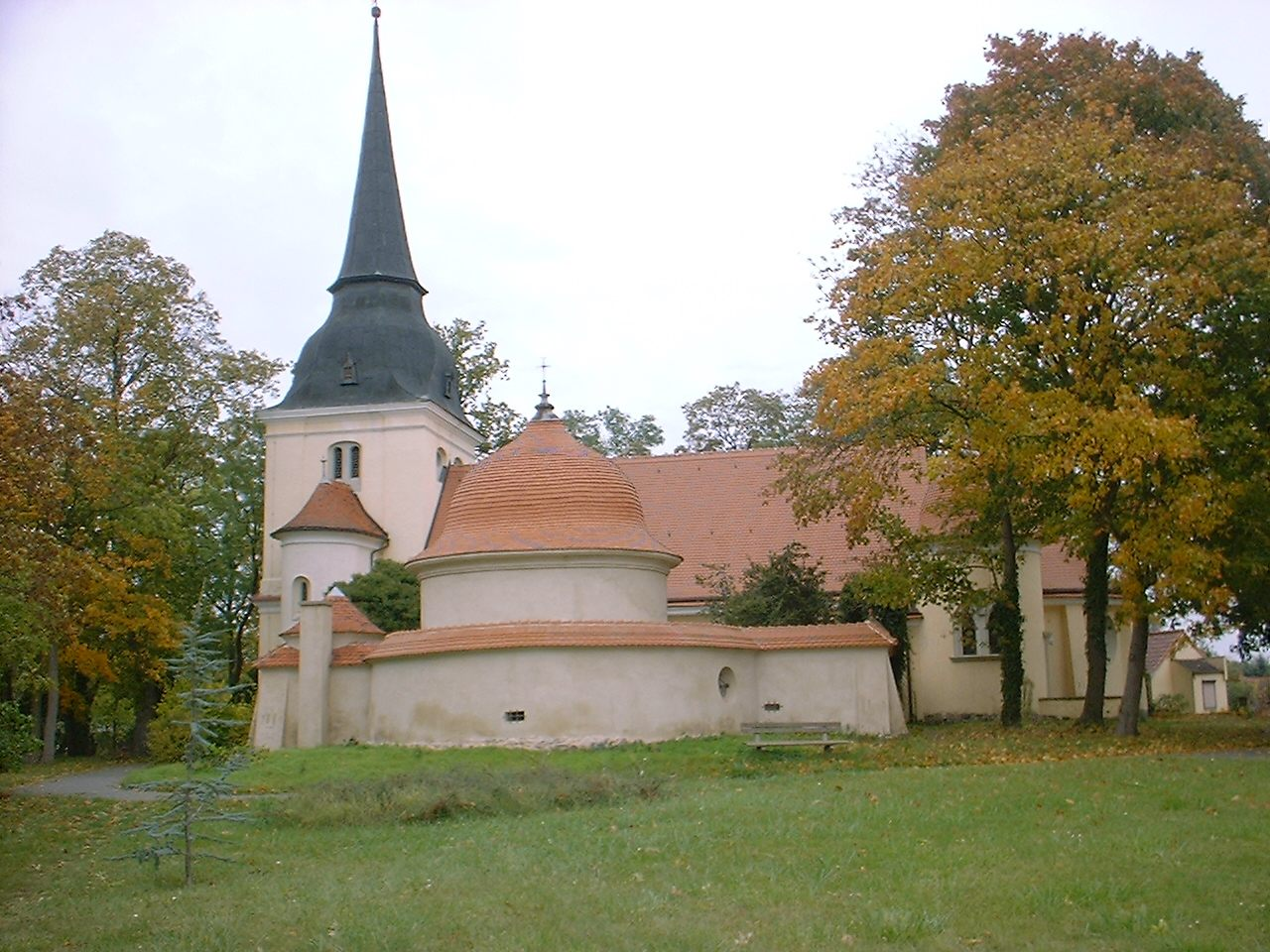
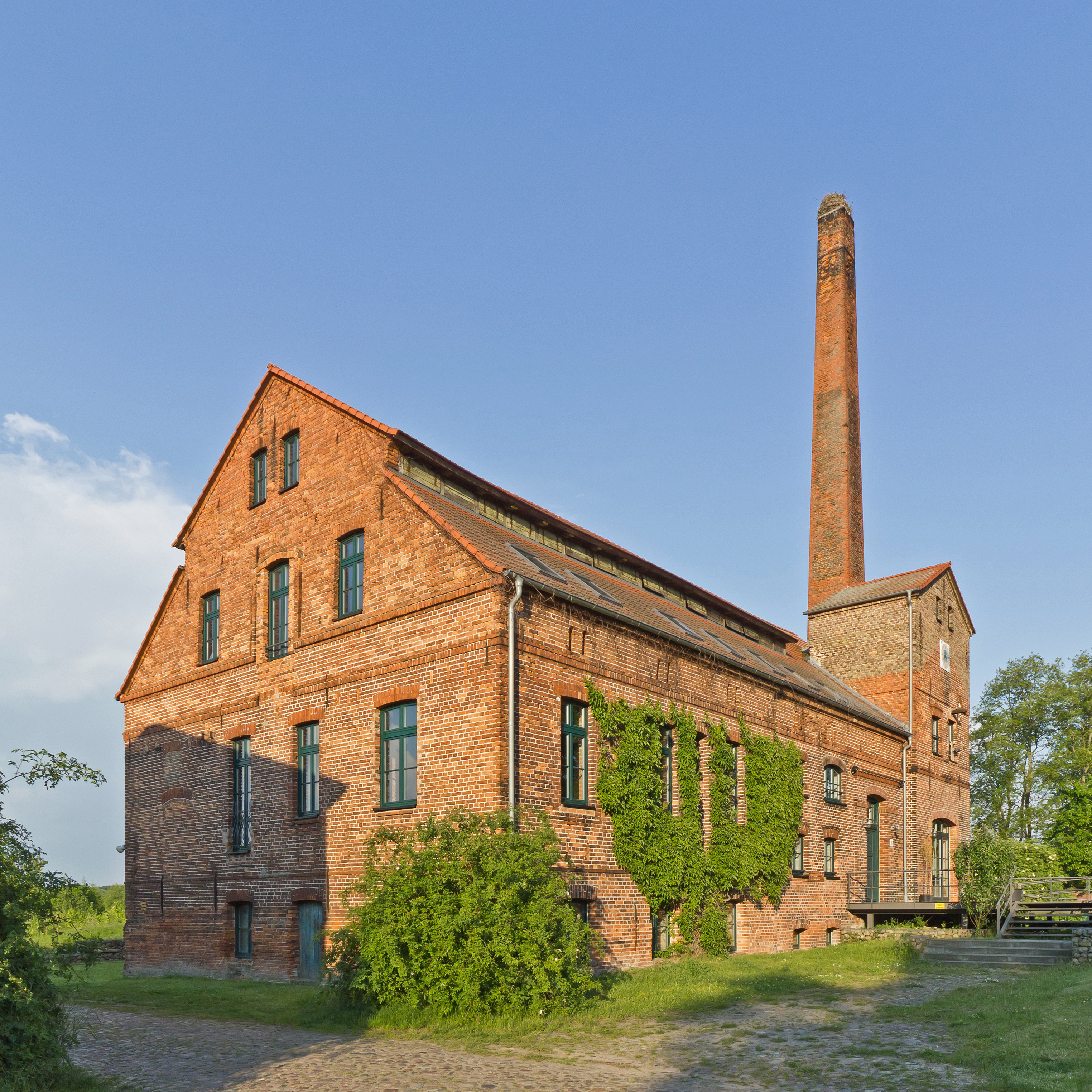
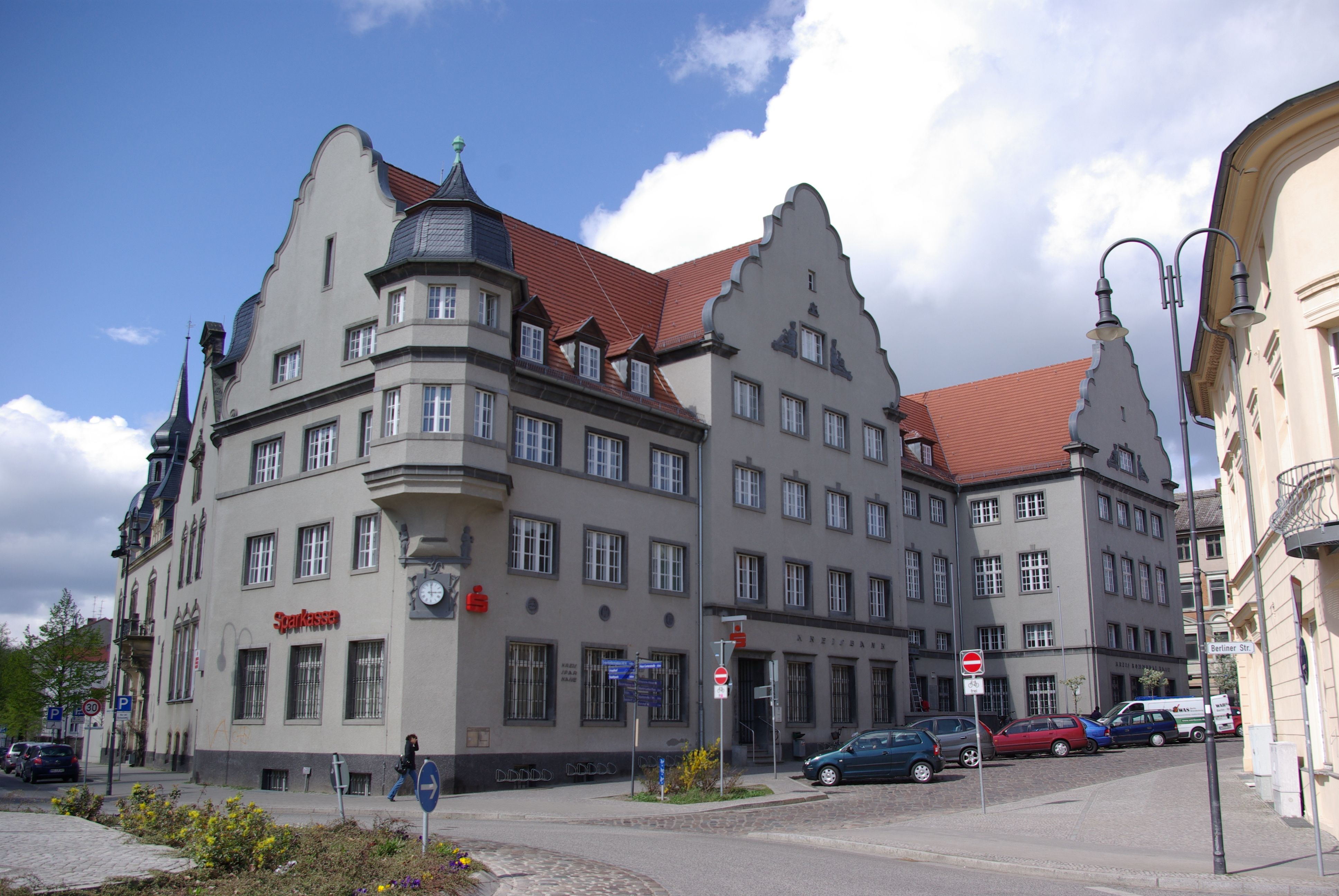